# Okręg Sarreguemines
Okręg Sarreguemines (fr. Arrondissement de Sarreguemines) – okręg w północno-wschodniej Francji. Populacja wynosi 85 tysięcy.

## Podział administracyjny
W skład okręgu wchodzą następujące kantony:
- Bitche,
- Rohrbach-lès-Bitche,
- Sarralbe,
- Sarreguemines,
- Sarreguemines-Campagne,
- Volmunster.